# Snöflickan (opera)
Snöflickan - En vårsaga (ryska: Снегурочка–Весенняя сказка, Snegúrochka–Vesennyaya Skazka) är en opera i en prolog och fyra akter med musik och text av Nikolaj Rimskij-Korsakov. Librettot skrev tonsättaren efter Aleksandr Ostrovskijs pjäs med samma namn (1873).

## Historia
Rimskij-Korsakov skrev operan under en vistelse i Stelevo, där de lantliga omgivningarna och texten med sin sagokaraktär inspirerade honom till en äkta rysk folkloristisk opera. När den var färdig i maj 1881 visade han den för vännerna Milij Balakirev och Aleksandr Borodin som blev entusiastiska. Vid premiären den 10 februari 1882 på Mariinskijteatern i Sankt Petersburg uppskattade publiken den också, men den har inte slagit an så mycket i andra länder.

## Personer
- Tsar Berendej (tenor)
- Bermjata, en bojar och tsarens förtrogne (bas)
- Vårens fe (mezzosopran)
- Kung Bore (bas)
- Snöflickan (sopran)
- Bobil Bakula (tenor)
- Bobilitska (mezzosopran)
- Lel, herde (kontraalt)
- Kupava, en ung flicka, dotter till en förmögen bonde (sopran)
- Mizgir, en köpman (baryton)
- Förste härold (tenor)
- Andre härold (bas)
- Tsarens page (mezzosopran)
- Skogsanden (tenor)
- Maslenitsa (bas)
- Bojarer, blinda män, säckpipare, herdar, gossar och flickor, skogsandar, fåglar, blommor (kör)

## Handling
Förhistorisk tid i Berendejernas land.

### Prolog
Vårens fe och Kung Bore är oroliga för sin 16-åriga dotter Snöflickan därför att de vet att hon kommer att dö om solguden Jarilo får syn på henne. Själva måste de dra norrut men anförtror dottern åt skogsanden, som lovar att ta väl hand om henne. När föräldrarna är borta adopteras hon av Bobil och Bobilitska, bönder som bor utanför tsarens stad.

### Akt I
Prinsessan Snöflicka förälskar sig i herden Lel som är mer intresserad av andra flickor, men när den rike Mizgir kommer för att gifta sig med Kupava blir han så kär i Snöflickan att han vägrar vara med på bröllopet. Kupava är olycklig och vill ta sitt liv men räddas av Lel.

### Akt II
Kupava har stämt den trolöse brudgummen inför tsaren som kallar Mizgir och Snöflickan till förhör. Snöflickan bedyrar att hon inte älskar Mizgir eller någon annan, men tsaren kallat det för en synd mot solguden och utfäster en belöning till den som kan vinna den vackra flickans kärlek.

### Akt III
På en fest i skogen sjunger Lel en sång för tsaren och som belöning får han lov att kyssa vem han vill av flickorna. Han väljer Kupava, och Snöflickan är otröstlig. Mizgir försöker övertyga henne om att han älskar henne, men hon försvinner med skogsandens hjälp.

### Akt IV
Snöflickan har sökt upp sin mor för att få kärlekens gåva, och hon uppfyller dotterns önskan och Snöflickan säger ja till Mizgir. Tsaren ger det unga paret sin välsignelse, men nu har solguden värmt Snöflickans hjärta och hon måste smälta och dö. Den olycklige Mizgir dränker sig i sjön, och tsaren tyder det som ett tecken på att solguden kommer att välsigna dem i framtiden.